# Zalieutes elater
Zalieutes elater är en fiskart som först beskrevs av Jordan och Gilbert 1882.  Zalieutes elater ingår i släktet Zalieutes och familjen Ogcocephalidae. IUCN kategoriserar arten globalt som livskraftig. Inga underarter finns listade i Catalogue of Life.